# Canaan dog
Canaan dog (engelska för "Kanaan-hund", även kallad Bedouin sheep-dog, "beduinsk fårhund", Palestinian pariah-dog, "palestinsk pariahund") är en hundras från Israel. Den är en pariahund (urhund) med användning som brukshund och tjänstehund inom Israels försvarsmakt.

## Historia
Rasen skapades under slutet av 1930-talet av Rudolphina Menzel (1891-1973), psykolog och kynolog tillsammans med maken Rudolph Menzel. Paret flydde från judeförföljelserna i Österrike 1934. Paret hade 1928 publicerat forskningsresultat om hur tjänstehundar identifierar vittring. I dåvarande mandatområdet Palestina rekryterades de av den paramilitära organisationen Haganah för att bygga upp verksamhet med försvarsmaktshundar. Det visade sig att vanliga tjänstehundsraser som schäfer och boxer var dåligt anpassade till det torra och varma klimatet.
Intresset riktades då mot Palestinas halvvilda och förvildade pariahundar. Dessa användes både av beduinerna i Negevöknen och av druserna på Karmelberget som vallhundar och boskapsvaktare. Beduinerna bedriver inte avel utan brukar samla in vildfödda valpar. Rudolphina Mentzel identifierade fyra typer: boskapsvaktare, dingoliknande, vallhundar och vinthundsliknande. Den typ hon inriktade sig på var vallhundstypen och hon kallade dessa för Canaan dog efter det historiska Kanaans land.
Det visade sig att även viltfångade exemplar lämpade sig väl som tjänstehundar. De var lättränade, mycket territoriella, hade högt utvecklade sinnen, var friska och rörde sig snabbt och smidigt genom den steniga terrängen. Man startade ett avelsprogram och rasen blev godkänd av den israeliska kennelklubben 1953 och av Fédération Cynologique Internationale (FCI) 1966. Stamboken är fortfarande öppen, senast en vildfångad hund användes i aveln var 2003.
År 1965 exporterades Canaan dog till USA och till Storbritannien, men ännu är rasen mycket litet förekommande utanför sitt hemland. År 1999 kom den första hunden av rasen till Sverige. År 2009 fanns i Sverige 85 individer.

## Egenskaper
Canaan dogs mest framträdande egenskap är överlevnadsinstinkten. Den litar allra mest på sig själv. Rasen är mycket variabel, både till utseendet men även mentalt. De är egensinniga, intelligenta, mycket observanta på sin omgivning. I överlevnadsinstinkten ingår att notera faror och förändringar i miljön, och valparna kräver mycket arbete med socialisering i alla typer av miljöer för att bli välfungerande vuxna hundar. 
Rasen kan vara reserverad mot främlingar, många har en utpräglad vaktinstinkt. Det flyktbeteende som man bland annat kan hitta hos byhundar finns inte på samma sätt i en Canaan dog, förmodligen eftersom de aldrig har behövt hålla sig undan för människan. 
Rasen används idag främst som sällskap.

## Utseende
Rasen är fortfarande heterogen till typ, hårlag och färg. Den är oftast av spetshundstyp, lik dingon, med medellång nästan strävhårig päls, men det finns även podencoliknande med kort päls.

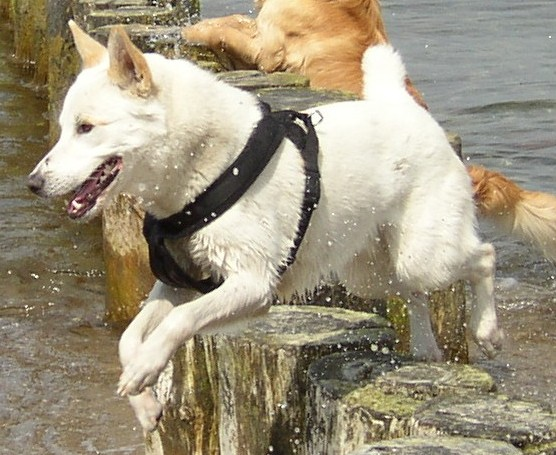
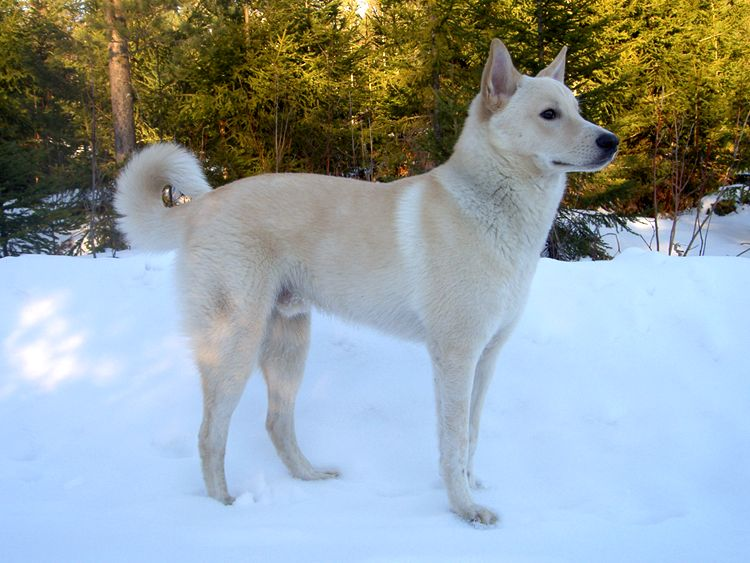

## Hälsa
I allmänhet lider inte rasen av några kända ärftliga sjukdomar. Dock finns förekomst av höftledsdysplasi, epilepsi och DM-degenerativ myelopati hos rasen i Sverige. Hos Canaan-hunden i USA, har Dr. George A. Padgett registrerat förekomster av bland annat epilepsi, progressiv retinal atrofi (PRA), höftledsdysplasi (HD) och osteokondrit (osteochondritis dissecans, OCD).